# Liste der Monuments historiques in Noisy-Rudignon
Die Liste der Monuments historiques in Noisy-Rudignon führt die Monuments historiques in der französischen Gemeinde Noisy-Rudignon auf.

## Liste der Objekte
| Bezeichnung                   | Beschreibung                                        | Standort | Kennzeichnung | Schutzstatus | Datum | Bild |
| ----------------------------- | --------------------------------------------------- | -------- | ------------- | ------------ | ----- | ---- |
| Skulptur der heiligen Barbara | Kalkstein, 16. Jahrhundert; in der Kirche Ste-Barbe | (Lage)   | PM77002763    | Inscrit      | 1977  |      |
| Skulptur Madonna mit Kind     | Kalkstein, 17. Jahrhundert; in der Kirche Ste-Barbe | (Lage)   | PM77002764    | Inscrit      | 1977  |      |